# 82 Dywizja Powietrznodesantowa (USA)

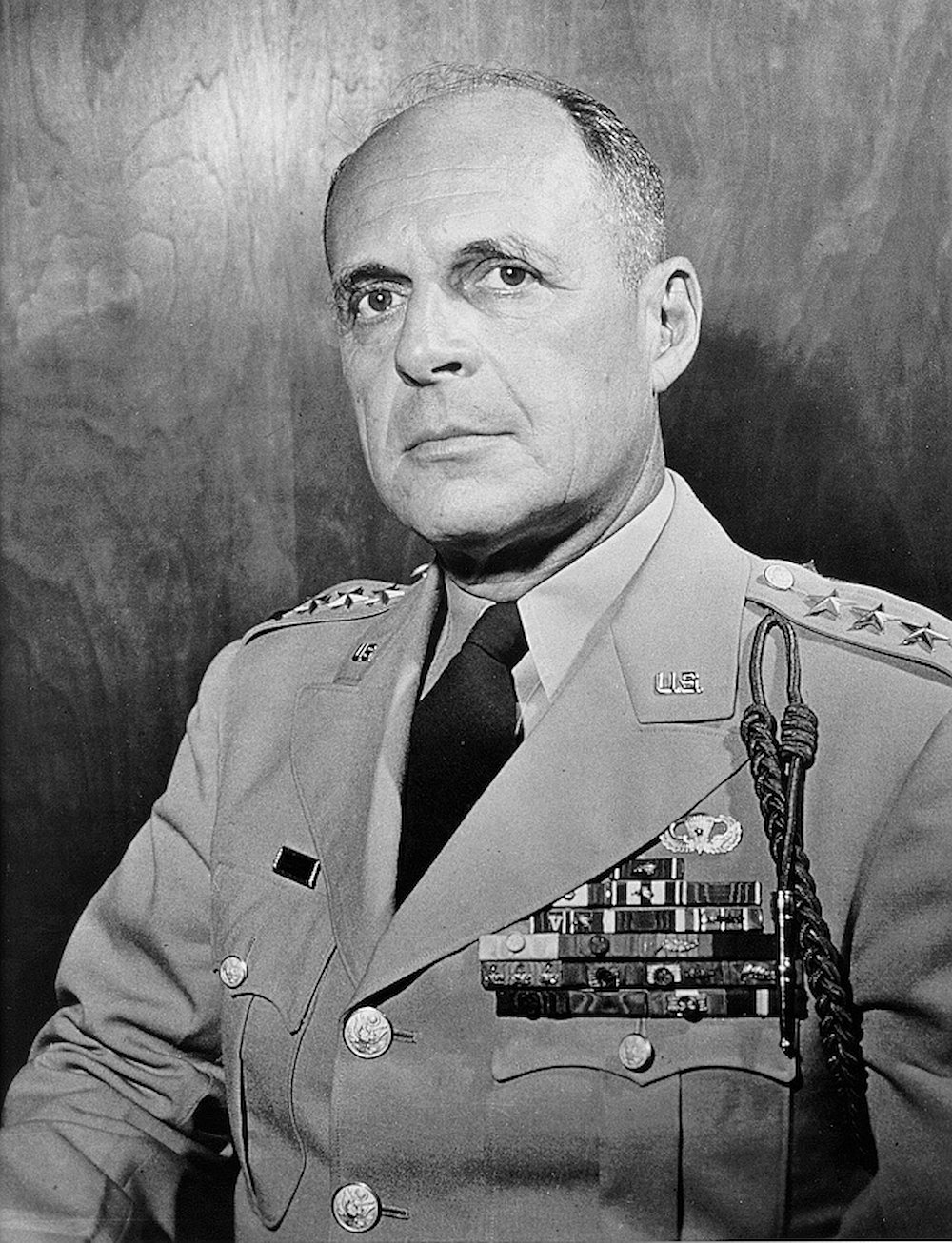
Gen. Matthew Ridgway, dowódca 82 Dywizji Powietrznodesantowej

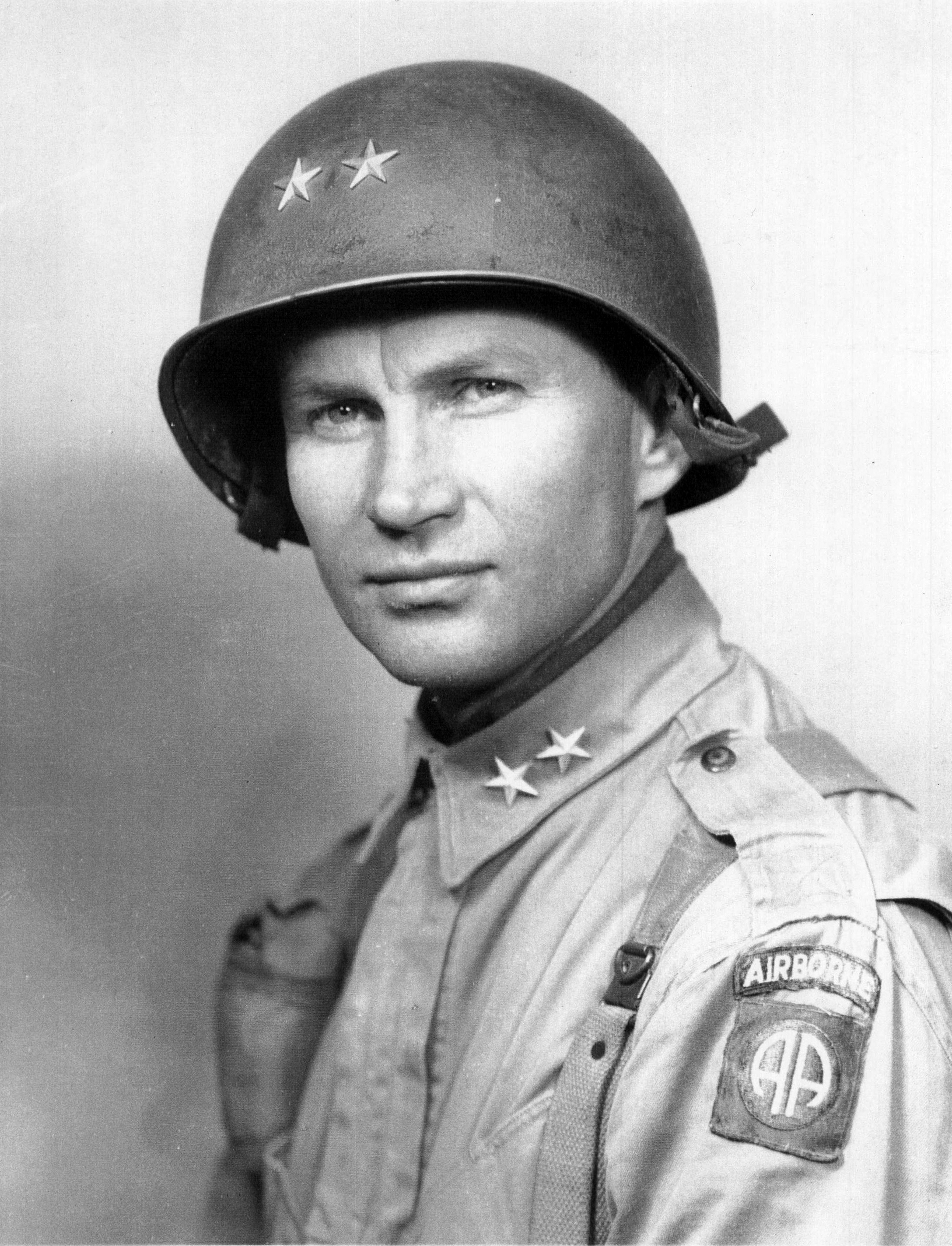
Gen. James Gavin, dowódca 505 Pułku Piechoty Spadochronowej, później również 82 Dywizji Powietrznodesantowej

82 Dywizja Powietrznodesantowa (ang. US Army 82nd Airborne Division) – związek taktyczny wojsk powietrznodesantowych Armii Stanów Zjednoczonych.
82 DPD jest jedną z najsłynniejszych amerykańskich dywizji. Jednostka znajduje się w ciągłej gotowości bojowej i może zostać zrzucona przy wykorzystaniu spadochronów w dowolne miejsce na świecie wraz z całym wyposażeniem dywizji. Dywizja stanowi filar sił szybkiego reagowania Armii Stanów Zjednoczonych. Stałym miejscem stacjonowania dywizji jest Fort Bragg w Północnej Karolinie.

## I wojna światowa
82 dywizja została sformowana 25 sierpnia 1917 w Camp Gordon, w Georgii. Była to pierwsza jednostka formowana z rekrutów ze wszystkich stanów, wcześniejsze jednostki zachowywały zasadę naboru z jednego stanu. Ze względu na to uzyskała przydomek „All Americans” stąd też wzięła się naszywka naramienna składająca się z dwóch liter A.
Dywizja brała udział w kilku kampaniach I wojny światowej. Po wojnie zdemobilizowana.

## II wojna światowa
Dywizję reaktywowano 25 marca 1942 roku, pod dowództwem generała Omara Bradleya, a 15 sierpnia tego samego roku stała się pierwszą dywizją powietrznodesantową w Armii USA. W grudniu przeniesiono ją do Fort Bragg w Północnej Karolinie, gdzie zostały jej podporządkowane 504 i 505 pułki piechoty spadochronowej oraz 325 pułk piechoty szybowcowej, a także kilka pomniejszych jednostek artylerii polowej i sanitariuszy. W Forcie Bragg wszystkie pułki „All Americans” przeszły gruntowne szkolenie, które trwało do wczesnej wiosny.
W kwietniu 1943 roku Dywizja została zaokrętowana i wysłana do Casablanki we francuskim Maroku, w północnej Afryce. Wylądowała tam 10 maja, skąd następnie przeniosła się w okolice Wadżdy przy granicy z Algierią. Tam żołnierze ćwiczyli przez półtora miesiąca w ramach przygotowań do czekającego ich skoku bojowego. Swój pobyt w Wadżdzie spadochroniarze wspominają jako „piekło na ziemi”, ze względu na bardzo wysoką temperaturę, problemy z wyżywieniem oraz szalejące choroby takie jak malaria, dyzenteria czy wszechobecna biegunka. Wraz z początkiem lipca jednostka przeniesiona została do Kairouan w Tunezji i tam poczyniła ostateczne przygotowania do czekającej ją misji bojowej.

### Sycylia – Operacja Husky

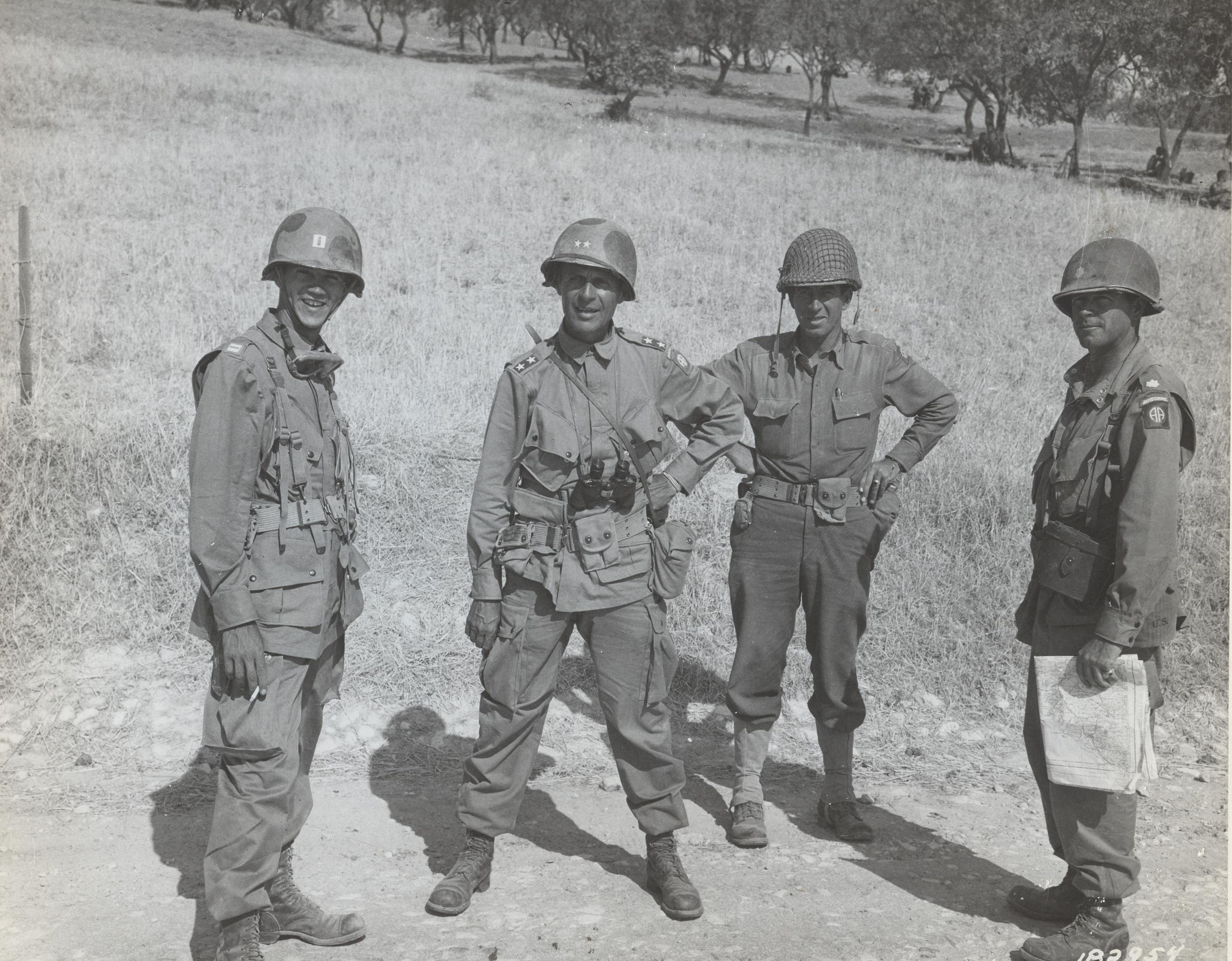
Gen. Matthew Ridgway wraz z innymi żołnierzami 82 Dywizji Powietrznodesantowej. Sycylia, 23 lipca 1943 roku

9 lipca rozpoczęła się operacja Husky, morski i powietrzny desant na południowe wybrzeża Sycylii. 82 Dywizja pod dowództwem Gen. Matthew Ridgwaya miała opanować Objective „Y” skrzyżowanie w rejonie miasta Gela oraz teren wokół niego, ustawić blokady drogowe oraz przygotować sygnalizację dla lądującej o poranku 1 Dywizji Piechoty. Jako pierwszy skakał 3 Batalion 504 Pułku piechoty spadochronowej dowodzony przez podpułkownika Charlesa Kounsa. Wchodził on w skład 505 RCT (Regimental Combat Team), czyli grupy bojowej złożonej z 3/504 PIR, 505 PIR, 456 PFAB (Parachute Field Artilery Battalion) oraz kompanii B/307 AEB (Airborne Engineer Battalion).
Zrzut spadochroniarzy 505 RCT w wyniku silnego wiatru i słabego wyszkolenia załóg samolotów, okazał się bardzo niecelny. W wyznaczonych sobie lądowiskach znalazły się tylko niektóre jednostki. 2/505 wylądował ok. 15 mil od celu, a 1/505 aż 60 mil od celu, w brytyjskiej strefie. Pomimo to żołnierze wykonywali swoje zadania, siejąc zamęt za liniami przeciwnika, pozbawiając go łączności i atakując umocnienia i przemieszczające się po wyspie konwoje niemiecko-włoskie. Ostatecznie grupa spadochroniarzy z Kompanii A/505 wspierana przez grupę dowodzoną przez pułkownika Gorhama, dowódcę 1/505 opanowała cel „Y”.
11 lipca pułk Gavina stoczył ciężkie walki w rejonie zwanym Biazza Ridge, gdzie Dywizja pancerno-spadochronowa Hermanna Göringa próbowała przebić się na plaże w celu zepchnięcia do morza alianckiego desantu. Została jednak zatrzymana i odrzucona przez spadochroniarzy wspomaganych artylerią okrętową. Wieczorem tego samego dnia desantowały się 1 i 2 Batalion 504 pułku piechoty spadochronowej pułkownika Reubena H. Tuckera. Pułk poniósł ciężkie straty od alianckiej okrętowej artylerii przeciwlotniczej, która pomyliła przewożące go samoloty Douglas C-47 Skytrain z niemieckimi bombowcami i zestrzeliła 37 ze 144 biorących udział w operacji samolotów.
Do 23 lipca dywizja przebyła całe zachodnie wybrzeże Sycylii, biorąc do niewoli 22 tysiące jeńców (głównie włoskich) i zatrzymując się w portowym mieście Trapani oraz w Castellammare i Capo San Vito, z których została odesłana z powrotem do północnej Afryki w początkach sierpnia.

### Salerno – Operacja Avalanche

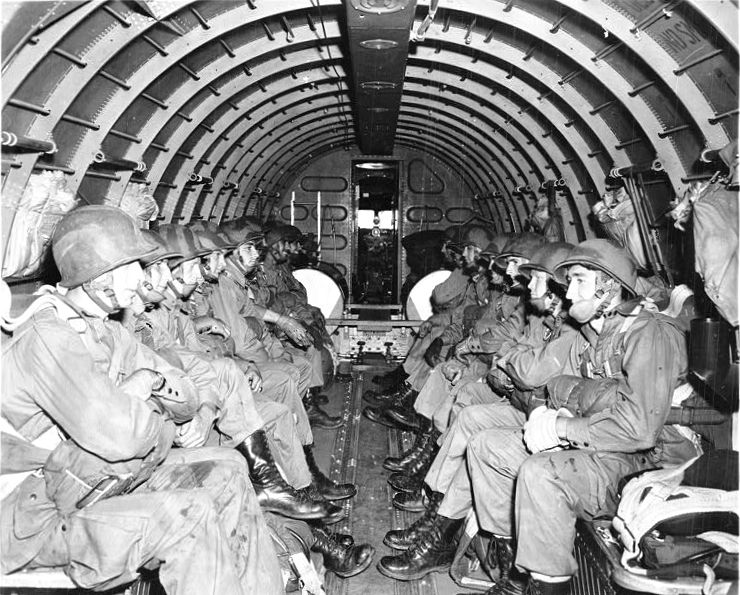
Żołnierze 82 dywizji powietrznodesantowej we wnętrzu C-47. 13 lub 14 września 1944 roku

Po krótkim pobycie w Tunezji, 82 Dywizja powróciła na Sycylię, aby przygotować się do inwazji na Półwysep Apeniński.Początkowo miała skakać w rejonie Rzymu, w celu udzielenia militarnego wsparcia nowemu, przychylnemu aliantom rządu, którym po usunięciu Mussoliniego kierował Pietro Badoglio. Do tej operacji jednak nie doszło, ponieważ nie powiodły się negocjacje pomiędzy Badoglio, a Dwightem Eisenhowerem.
W międzyczasie, 9 września, amerykańska 5 Armia generała Marka Clarka wylądowała na włoskim wybrzeżu w rejonie miasta Salerno. Z początku inwazja przebiegała bez większych problemów, ale 12 września rozpoczął się niemiecki kontratak i wojskom inwazyjnym groziło zepchnięcie do morza. Jedyną jednostką w regionie, mogącą przyjść na odsiecz zagrożonym wojskom amerykańskim, była stacjonująca na Sycylii 82 Dywizja. 13 września, w nocy, w ciągu zaledwie 24 godzin od otrzymania zadania, 504 pułk piechoty spadochronowej desantował się w rejonie rzeki Sele, w pobliżu Salerno. Następnej nocy dołączył do niego 505 pułk pułkownika Gavina, pozostając w rezerwie Dywizji, podczas gdy 504 stoczył z Niemcami ciężkie walki w rejonie wsi Altavilla. 15 września na plażach Salerno wylądował 325 pułk piechoty szybowcowej. Do 18 września opór niemiecki w rejonie ustał, co umożliwiło wojskom amerykańskim posuwanie się na północ.
1 października 82 Dywizja, jako pierwsza jednostka aliancka, wkroczyła do Neapolu, gdzie zajmowała się głównie zadaniami policyjnymi. Kilka dni później, w dniach od 4 do 7 października, 505 pułk, wraz z jednostkami brytyjskimi, wziął udział w walkach na północ od miasta, nad rzeką Volturno. Spadochroniarze oczyścili rejon z wojsk niemieckich i zajęli mosty na rzece w rejonie miasta Arnone.
9 października pułkownik Gavin, w wieku zaledwie 36 lat, został awansowany na generała brygady i stał się jednocześnie zastępcą dowódcy Dywizji, generała Ridgwaya. 18 października 505 i 325 pułki opuściły Włochy i drogą morską udały się do Wielkiej Brytanii, podczas gdy 504 pułk pozostał na półwyspie apenińskim i walczył jako „zwykła” piechota, między innymi w rejonie linii Gustawa.

### Anzio
Nie mogąc przełamać obrony na Linii Gustawa, alianckie dowództwo zdecydowało się dokonać desantu morskiego na północ od niej, w rejonie miasta Anzio, niespełna 50 kilometrów na południe od Rzymu. Desant zyskał miano operacji Shingle.
Do lądowania wojsk doszło 22 stycznia 1944 roku. Z początku zaskoczeni Niemcy nie stawiali dużego oporu i wycofali się, umożliwiając Aliantom zajęcie miast Anzio i Nettuno. Wkrótce jednak wojska niemieckie powróciły w znacznie większej sile i próbowały zniszczyć amerykańsko-brytyjski przyczółek. 504 pułk zajął 24 stycznia wioskę Borgo Piave, skąd jednak został wyparty przez niemieckie czołgi. Następnie walczył w rejonie Kanału Mussoliniego, gdzie odpierał niemieckie kontrataki wraz z 1 dywizją zmechanizowaną i 3 dywizją piechoty. Spadochroniarze zyskali sobie wówczas złą sławę wśród Niemców i zostali przez nich nazwani „diabłami w workowatych spodniach” („devils in baggy pants”). W marcu pułk został zluzowany i opuścił Włochy, udając się do Anglii, gdzie stacjonowała już pozostała część 82 dywizji.

### Normandia – Operacja Neptune
Kiedy 504 pułk walczył we Włoszech, do Dywizji zostały dołączone dwa nowe pułki piechoty spadochronowej: 507 i 508. Razem z doświadczonym 505 (teraz będącym pod dowództwem podpułkownika Williama Ekmana), dwie nowe jednostki zaczęły przygotowywać się do największej w dziejach operacji desantowej: Operacji Neptune, części Operacji Overlord. Kiedy w kwietniu do Anglii przybył 504 pułk zdecydowano, że w wyniku wysokich strat, jakie poniósł we Włoszech, nie weźmie on udziału w operacji; wybrano z niego tylko grupę tzw. przewodników (pathfinders), których zadaniem było oznaczenie stref zrzutu przed główną częścią desantu powietrznego. Dzień „D” wyznaczono na 6 czerwca 1944 roku.
Samoloty przewożące spadochroniarzy wystartowały z lotnisk w Anglii 5 czerwca ok. godziny 22:00. 82 Dywizję zrzucono wraz z niedoświadczoną w boju 101 Dywizją Powietrznodesantową w zachodniej flance strefy inwazyjnej. Celem „osiemdziesiątej drugiej” było miasteczko Sainte-Mère-Église (w którym krzyżowały się drogi z Caen do Cherbourga i drogi wylotowe z plaż), oraz mosty na rzekach Douve i Merderet. W wyniku silnej obrony przeciwlotniczej samoloty przewożące spadochroniarzy straciły szyk, co spowodowało duże rozproszenie desantu. Jedynym pułkiem, który wylądował dokładnie w swojej strefie zrzutu, był 505. Jeszcze przed świtem zdobył Sainte-Mère-Église, które tym samym stało się pierwszym francuskim miasteczkiem wyzwolonym przez Aliantów. Pozostałe pułki dywizji nie miały tyle szczęścia. 507 i 508 lądowały daleko od swoich stref zrzutu, wielu spadochroniarzy zginęło w bagnach rzeki Merderet. Mimo rozproszenia i sporych strat, przypadkowe grupy „All Americans” organizowały się i osiągały cele, o których nigdy nie słyszały, często pod dowództwem oficerów, których widzieli pierwszy raz w życiu. Wieczorem 6 czerwca przybył „pociąg szybowcowy” 325 pułku piechoty szybowcowej, przywożąc dla 82 Dywizji ciężki sprzęt i amunicję. Tego samego wieczora nastąpiło połączenie z wojskami lądującymi na plaży Utah (m.in. z 4 Dywizją Piechoty).
Przez następne kilka dni toczono ciężkie walki, odpierając niemieckie kontrataki. 9 czerwca elementy dywizji zdobyły ważny most na rzece Merderet, w rejonie La Fiere. Dywizja przekroczyła rzekę i następnego dnia 505 pułk zdobył ważną stację kolejową w Montenbourgu. W tym samym czasie 508 pułk ruszył za Douve w rejonie miasteczka Beuzeville-la-Bastille. 19 czerwca dywizja zdobyła miasto Pont l’Abbe. Przez następne dwa tygodnie kontynuowała walki wśród normandzkich poletek i żywopłotów, wyzwalając kolejne francuskie miasteczka i wypierając niemieckie wojska. „All Americans” zakończyli swoją normandzką kampanię zdobywając ważne wzgórza 131 i 95, górujące nad miastem La Haye-du-Puits, na zachodnim krańcu półwyspu Cotentin.
Dywizyjny raport po opuszczeniu Normandii brzmiał: „33 dni bez odpoczynku, bez uzupełnień. Każda misja zakończona sukcesem. Raz zdobyta ziemia nigdy nie została oddana wrogowi”. „Osiemdziesiąta druga” wróciła do Anglii 13 lipca.

### Holandia – Operacja Market-Garden

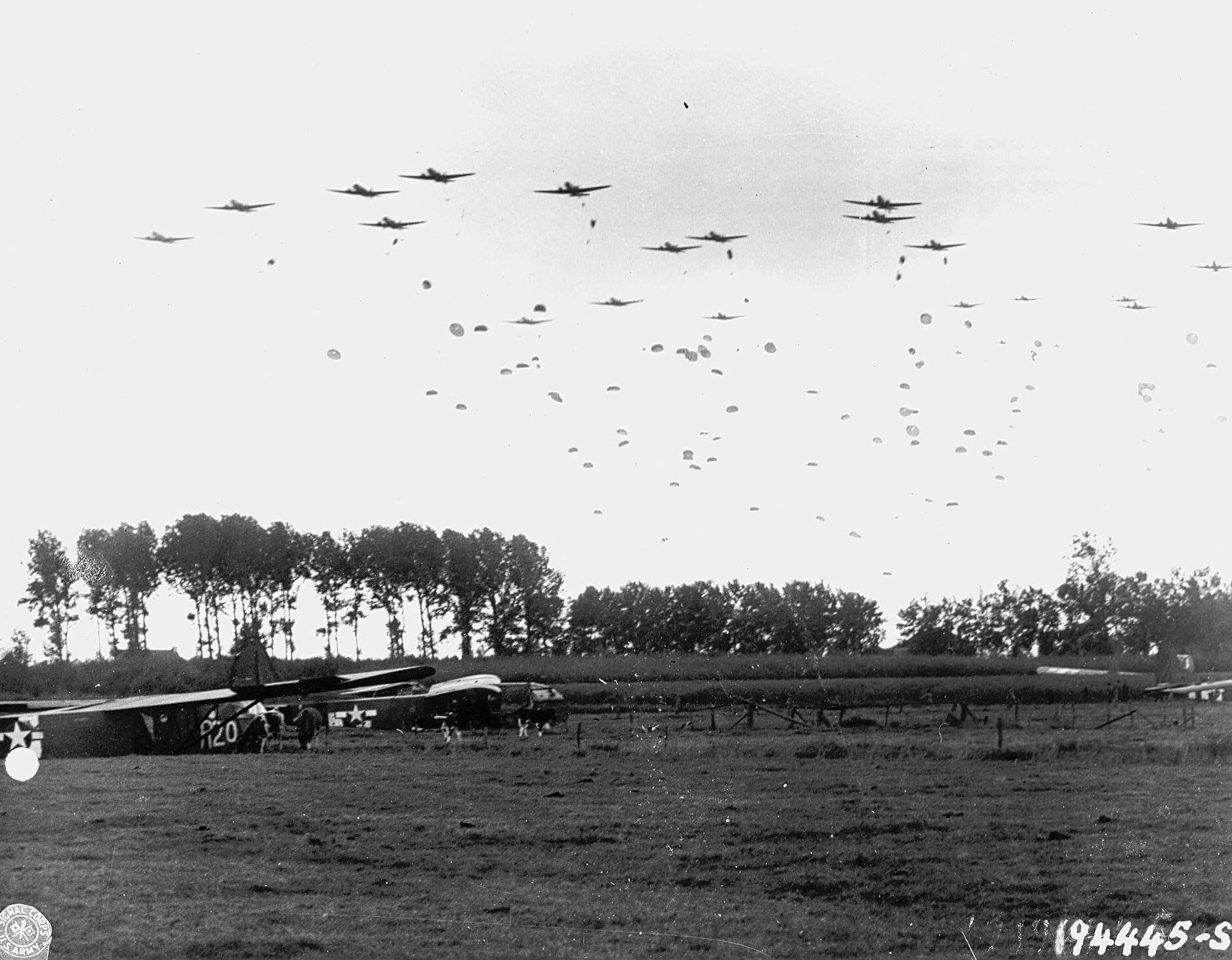
Spadochroniarze z 82 dywizji powietrznodesantowej lądują w rejonie Grave. Holandia, 17 września 1944 roku (National Archives)

Po powrocie do Anglii dywizja została przyłączona do 1 Sojuszniczej Armii Powietrznodesantowej. Naczelne Dowództwo planowało w lipcu i sierpniu wiele operacji, w których mogłoby użyć swoich nowych sił, ale wszystkie zostawały kolejno odwoływane z powodu szybkiego tempa natarcia wojsk naziemnych.
W końcu nadeszła okazja. 9 września angielski marszałek Bernard Law Montgomery przedstawił Eisenhowerowi śmiały plan zajęcia przez wojska powietrznodesantowe mostów na Mozie, Dolnym Renie oraz kilku innych rzekach i kanałach, i utworzenia przez nie „dywanu”, po którym następnie przejechałyby jednostki XXX korpusu 2 Armii Brytyjskiej, wjeżdżając do Arnhem i omijając Ren oraz Linię Zygfryda, skąd miały mieć prostą drogę do niemieckiego Zagłębia Ruhry. Plan nosił kryptonim Market-Garden.
82 dywizja miała utrzymać rejon Groesbeek – Grave – Nijmegen. 504 pułk został z powrotem przyłączony do sił dywizji, podczas gdy 507 przydzielono nowej 17 dywizji powietrznodesantowej.
Desant rozpoczął się w niedzielę, 17 września, przy świetle dziennym. Dla 505 pułku był to już czwarty skok bojowy tej wojny.
Dywizja szybko zajęła most na Mozie w Grave (najdłuższy wówczas most w Europie) oraz mosty na kanale Moza – Waal w mieście Heumen i jego okolicach, a po ciężkich walkach opanowała wzgórza w rejonie Groesbeek – Nijmegen. Jednakże atak na most w Nijmegen nie powiódł się. Wreszcie, 20 września, po połączeniu się z jednostkami brytyjskiego XXX korpusu, „All Americans” podjęli drugą próbę jego zdobycia. 504 pułk, w brawurowej akcji, przeprawił się przez rzekę Waal w drewnianych łodziach i pod silnym ostrzałem nieprzyjaciela wylądował na przeciwnym brzegu rzeki, po czym zaatakował północny kraniec mostu. Równocześnie 505 pułk zaatakował z południa. Po ciężkiej walce udało się wyprzeć Niemców i zdobyć most w stanie nieuszkodzonym. Po tej akcji generał Dempsey, dowódca 2 Armii Brytyjskiej, powiedział do generała Gavina: „Jestem dumny z tego, że spotykam dowódcę najwspanialszej dywizji na świecie” („I’m proud to meet the Commanding General of the greatest division in the world today”).
Mimo heroicznej postawy żołnierzy 82 dywizji, a także innych jednostek wojsk powietrznodesantowych, operacja Market-Garden nie powiodła się. „All Americans” pozostawali w Holandii jeszcze przez prawie dwa miesiące, aż 11 listopada zostali zluzowani przez wojska kanadyjskie i przenieśli się do Francji.

### Belgia – Ardeny

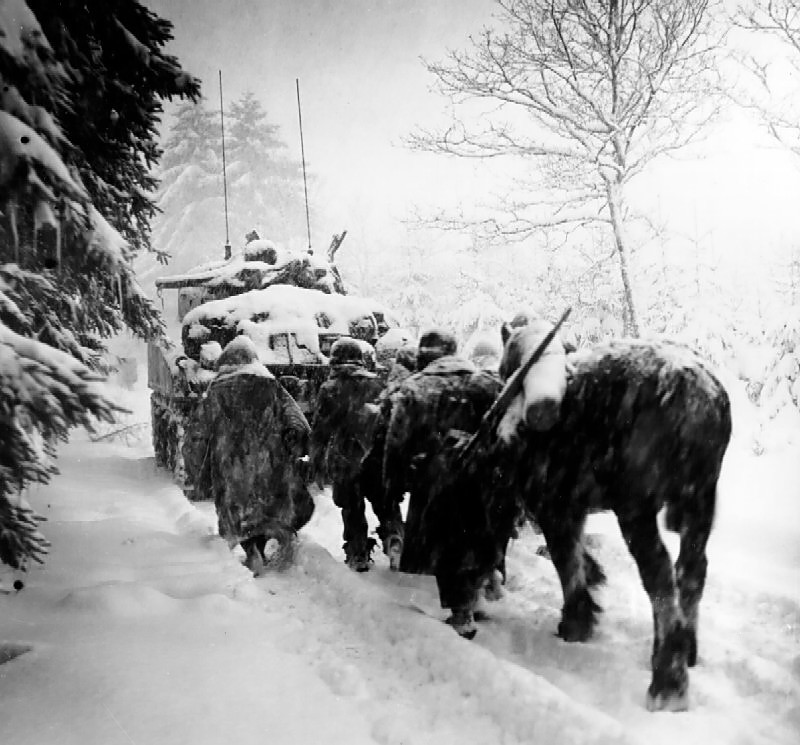
Żołnierze 82 dywizji powietrznodesantowej w Ardenach. Belgia, grudzień 1944 roku

16 grudnia, kiedy 82 dywizja odpoczywała w Sissone we Francji, Niemcy rozpoczęli zakrojoną na szeroką skalę ofensywę w belgijskich Ardenach. Szybko przełamali front, a wiele oddziałów amerykańskich zostało dosłownie wybitych. W tej sytuacji, generał Eisenhower rozpaczliwie potrzebował wojsk, którymi mógłby zatrzymać niemiecki atak. Wybrał między innymi dwie, odpoczywające we Francji, dywizje powietrznodesantowe: sto pierwszą i osiemdziesiątą drugą. Już dwa dni później, 18 grudnia, wysłano je ciężarówkami w najbardziej zagrożone rejony frontu. „All Americans” znaleźli się w Bastogne przed „Krzyczącymi Orłami”, ale zdecydowano, że bardziej przydadzą się na północy, w rejonie rzeki Salm i miasta Liège. 101 Dywizja pozostała w Bastogne.
Osiemdziesiąta druga dotarła na swoje pozycje w ostatniej chwili, tuż przed czołówką niemieckiego natarcia. Stoczyła w rejonie rzeki Salm ciężkie walki z przeważającymi siłami przeciwnika (m.in. z 1 i 9 dywizjami pancernymi SS czy 1 dywizją grenadierów pancernych), w bardzo trudnych warunkach atmosferycznych, często nie mając zimowych mundurów i ciężkiego sprzętu. Już nazajutrz po pojawieniu się na pozycjach obronnych, 504 pułk brał udział w bitwie w miasteczku Cheneux, gdzie dzień później (21 grudnia) pokonał jednostki SS odpowiedzialne za Masakrę w Malmedy. 505 pułk, walcząc wzdłuż rzeki Salm w rejonie Trois Ponts, zatrzymał pochód niemieckich wojsk wysadzając mosty na rzece i okopując się wzdłuż jej brzegu, w rejonie miasta Grand-Halleux.
Na początku stycznia alianci przeszli do kontrofensywy. 3 armia Pattona nacierała z południa, podczas gdy 1 i 9 armie, tymczasowo dowodzone przez Montgomerego, z północy, wypierając w ten sposób Niemców z zajętych przez nich terenów. Do 15 dnia tego miesiąca, kiedy wszystkie 3 armie się połączyły, przywrócono linię frontu z 16 grudnia.

### Walki w Niemczech i okupacja
Mimo zakończenia bitwy w Ardenach, 82 Dywizja nie została odesłana na tyły, ale wysłano ją ponownie na front – tym razem w kierunku Linii Zygfryda, gdzie po raz pierwszy znalazła się na terytorium Niemiec. 31 stycznia „All Americans” przekroczyli granicę, a trzy dni później, 2 lutego, wzięli udział w walkach, w których zdobyli znajdujące się w pobliskich lasach niemieckie schrony i inne umocnienia.
Dywizja została następnie przeniesiona w rejon rzeki Ruhry, do cieszącego się złą sławą lasu Hurtgen, który był świadkiem ciężkich i często bezsensownych (bo pozbawionych większego znaczenia militarnego) walk wojsk amerykańskich już od września 1944 roku. „Osiemdziesiąta druga” została zluzowana 19 lutego i powróciła do Sissone we Francji, gdzie obozowała przed kampanią w Ardenach.
W czasie gdy dywizja wypoczywała, dowództwo planowało kilka operacji. Jedną z nich była operacja Eclipse, której celem było zajęcie Berlina. Celem osiemdziesiątej drugiej miało być zdobycie lotniska Tempelhof. Jednak z powodów politycznych przyznano Rosjanom pierwszeństwo w zdobyciu Berlina i operacja (tak jak kilka innych planowanych, np. zrzut w rejonach obozów jenieckich i koncentracyjnych) została odwołana.
„All Americans” wrócili na front na początku kwietnia. Wtedy to jedna z kompanii 504 pułku przekroczyła rzekę Ren w miejscowości Hitsdorf. Pod koniec miesiąca podobnego wyczynu dokonał 505 pułk, tym razem nad rzeką Łabą w miejscowości Bleckede. 504 dołączył do niego nazajutrz, a 325 pułk szybowcowy – kolejne dwa dni później, 2 maja. Tego samego dnia cała niemiecka 21 Armia, 150 000 żołnierzy pod dowództwem generała von Tippelskircha, poddała się dywizji. „All Americans” wyzwolili również obóz koncentracyjny Wöbbelin.
Po kapitulacji Niemiec Dywizja pojechała do Berlina jako jednostka okupacyjna. Tam też generał Patton, będąc pod wrażeniem jej żołnierzy, powiedział „Przez wszystkie moje lata w armii widziałem wiele gwardii honorowych, ale ta z 82 dywizji jest bez wątpienia najlepsza” („In all my years in the Army and all the honor guards I have ever seen, the 82nd’s honor guard is undoubtedly the best.”).
Odtąd „All Americans” zyskali kolejne miano: „America’s Guard of Honor”.

## Po II wojnie światowej
W latach późniejszych jednostka brała udział w wielu konfliktach, m.in. Dominikana, Grenada, Panama, Wietnam, Irak „Pustynna Burza”, Afganistan (2002).
Jednostka pomagała także w ewakuacji Kabulu. Od 2 lutego 2022 żołnierze jednostki stacjonują w Polsce, a po rosyjskiej agresji na sąsiednią Ukrainę, w związku ze wzrostem napięcia międzynarodowego i zagrożenia dla Polski, liczba żołnierzy dywizji wzrosła do 4700.

## Kultura masowa
Dywizja występuje w grze Medal of Honor: Airborne. Tam gracz wciela się w Boyda Traversa – starszego szeregowego tejże jednostki.
Kolejną grą z serii Medal of Honor traktującą o 82. DPD jest Vanguard. Jej głównym bohaterem jest szeregowiec Keegan, biorący udział w takich operacjach jak Varsity czy Husky.
Występuje również w grze Soldiers: Ludzie honoru, gdzie poświęcona jest jej kampania amerykańska podczas operacji Market Garden.